# Astronomická observatoř Modra
Astronomická observatoř Modra, (slovensky Astronomické a geofyzikálné observatórium Univerzity Komenského) Astronomické observatórium Modra nebo AGO Modra je vědecko-výzkumným a vzdělávacím pracovištěm Katedry astronomie, fyziky Země a meteorologie Fakulty matematiky, fyziky a informatiky Univerzity Komenského v Bratislavě.
Nachází se 12 km od města Modra, v jeho místní části „Piesok“ v nadmořské výšce 535 m n. m. Komplex s rozlohou přibližně 3,5 hektaru se rozprostírá ve středu bukových lesů, na výchozu spodnětriasových křemencových skal (Tisové skaly). Pracoviště je přístupné po asfaltové komunikaci z turistické oblasti Zochova chata (také konečná autobusových spojů), resp. po turistickém chodníku směrem na Veľkou Homoľu. Centrem observatoře je administrativní a řídící budova („hlavní budova“), s osmimetrovou kupolí a šedesáticentimetrovým zrcadlovým dalekohledem firmy Zeiss s CCD kamerou, 0,20m slunečním dalekohledem na společné paralaktické montáži. Výše položená „horní budova“ s pětimetrovou kupolí obsahuje 0,24m dalekohled s CCD kamerou ke vzdělávacím účelům a 0,28m Schmidt-Cassegrain dalekohled s CCD kamerou k pozorování tranzitujících exoplanet. Observatoř vlastní i robotický 0,28m dalekohled Schmidt-Cassegrain na alt-azimutální montáži k popularizačním účelům. Kromě toho se v ní nacházejí registrační přístroje stanic GPS a dopředného meteorického radaru sítě Bologna-Lecce-Modra. Dále se zde nachází meteorický pavilon s celooblohovou fotografickou komorou (součást Evropské bolidové sítě) a celooblohová meteorická televizní kamera, magnetický pavilon se sondami k měření zemského magnetického pole, seismická kobka se seismometrem, kupole slunečního dalekohledu, kupole pro snímací cívky magnetické složky Schumannových rezonancí. Tzv. „dolní budova“ slouží k provozním účelům a obsahuje malou konferenční místnost. Meteorologické přístroje v areálu umožňují měření teploty a vlhkosti vzduchu, množství srážek, rychlosti větru, délky slunečního svitu a poskytují tak dlouhou řadu systematicky klimatických pozorování od vzniku observatoře v roce 1988. V roce 2012 byl v areálu vybudován přírodní amfiteátr s projektorem, promítacím plátnem, ozvučením a sedačkami. Observatoř je vedeno v Centru malých planet pod číslem 118.
Podle observatoře byl pojmenován asteroid (11188) Modra.

## Věda a výzkum
Jako součást Univerzity Komenského pracoviště zabezpečuje praktické i teoretické vedení studentů během jejich studia astronomie a astrofyziky na magisterském a doktorandském stupni.
Výzkum se soustředí především na meziplanetární hmotu. Na observatoři bylo objeveno do ledna 2014 více než 175 asteroidů s definitivním číselným označením a 34 asteroidů s dočasným označením, včetně dvou blízkozemských asteroidů 2005 GB34 a 2008 UW5. Pozorování se soustřeďuje na fotometrii asteroidů a komet, v rámci mezinárodní spolupráce se zabývá binárními asteroidy. Astrometrická měření pomáhají zpřesňovat dráhy nově objevených těles. Jako první observatoři se zde podařilo pozorovat tranzit exoplanety na Slovensku. Výzkum Slunce spočívá ve sledování chromosférických aktivních oblastí přes H-alfa filtr. Meteorická detekce je kromě klasických celooblohových fotografických komor vykonávána pomocí televizní techniky. Meteorická pozorování zabezpečují poloautomatické televizní kamery v Tesárských Mlyňanech a v Kysuckém Novém Městě, ty jsou ovládány dálkově. Konstrukce identických kamer se plánuje i na dalších místech. Televizní technika kromě meteorů zachytává i jiné jevy, zajímavé jsou vzácné typy blesků ve vysoké atmosféře, tzv. „elves“, „sprites“.

## ADAM-WFS
Vědečtí pracovníci připravili projekt systému dalekohledů k hledání malých blízkozemských asteroidů a kosmického smetí na oběžné dráze kolem Země, nazvaný ADAM (Automated Detection of Asteroid and Meteoroids). Oproti velkým projektům, které jsou schopny vidět mnohem slabší a vzdálenější asteroidy, ADAM se má zaměřovat na malé asteroidy v blízkém okolí Země, které unikají velkým prohlídkám a za jednu noc zkontroluje celou oblohu třikrát. V případě schváleného financování bude systém umístěn do současné sluneční kupole.

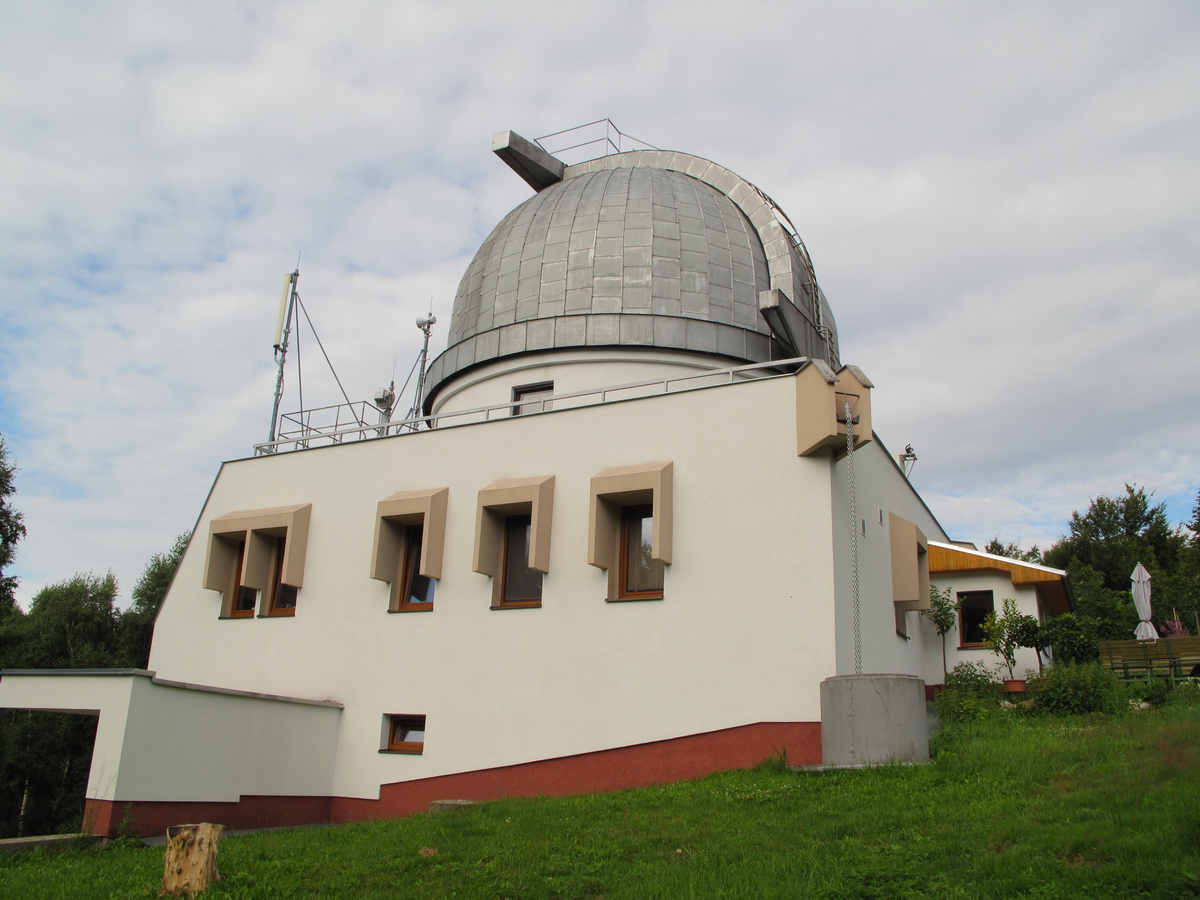
Hlavní administrativní a řídící budova
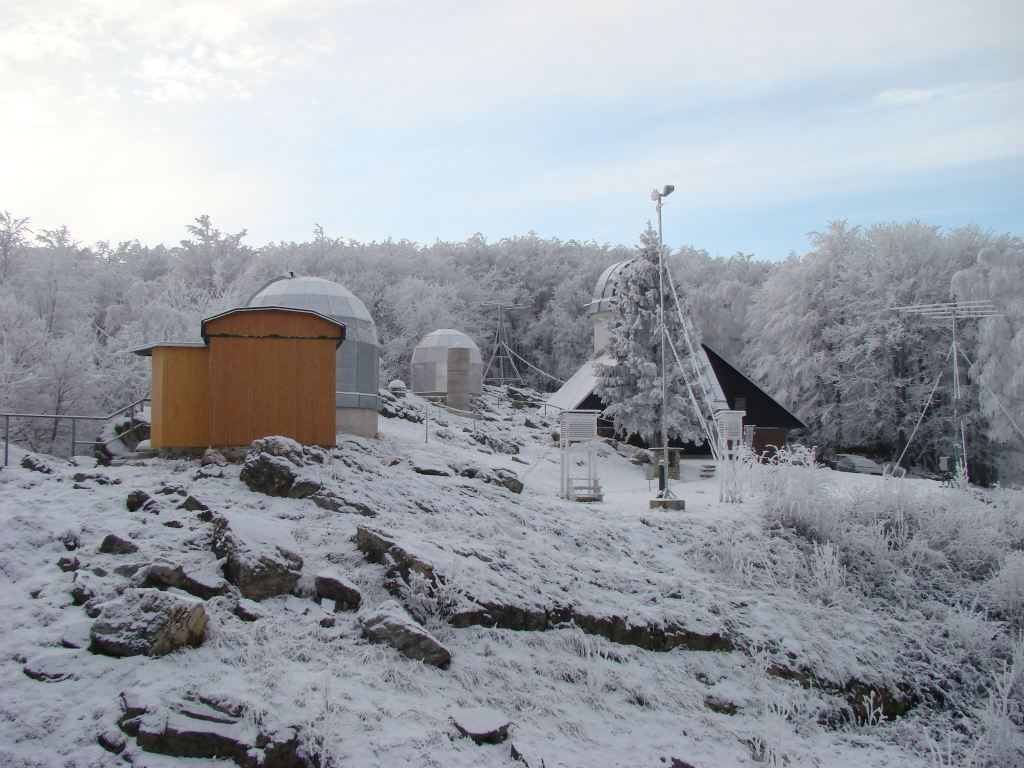
Zima na AGO Modra
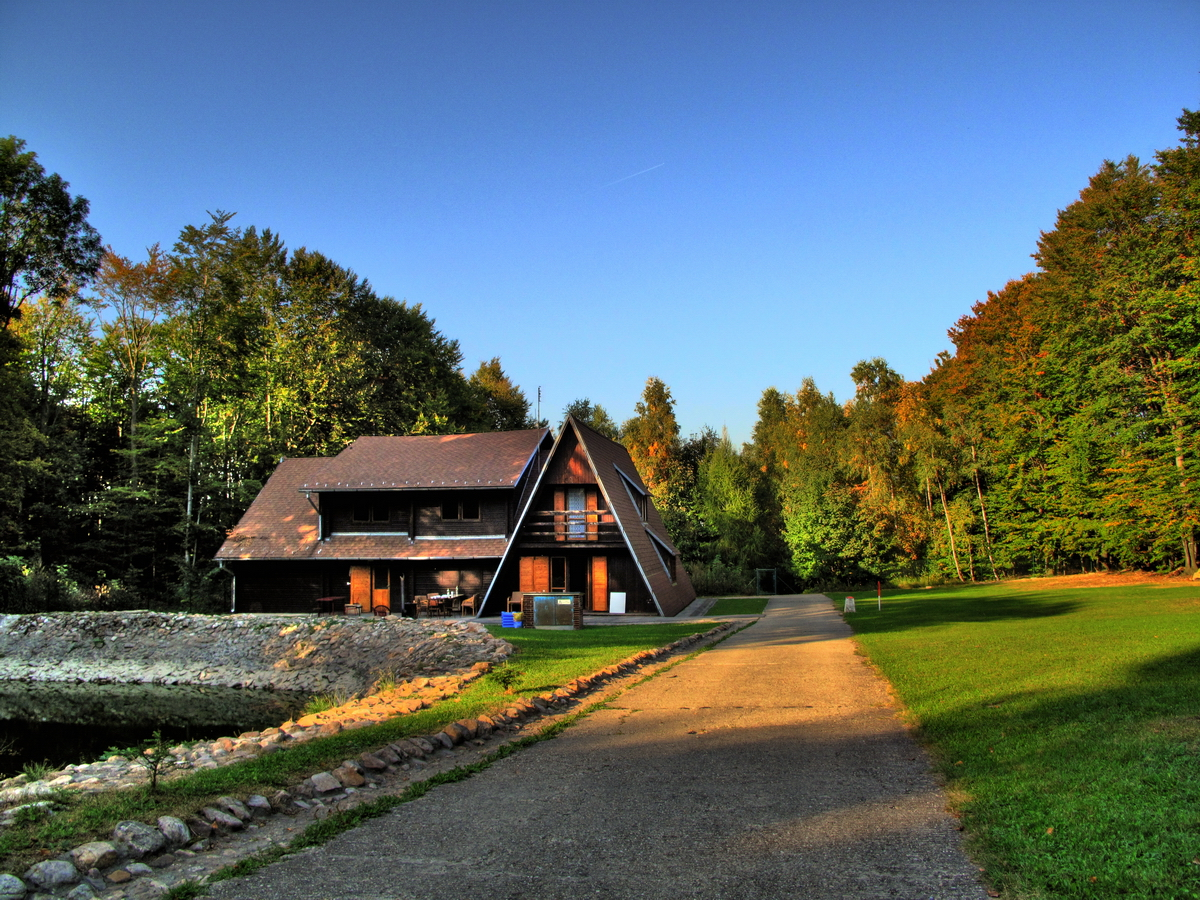
Dolní budova AGO Modra
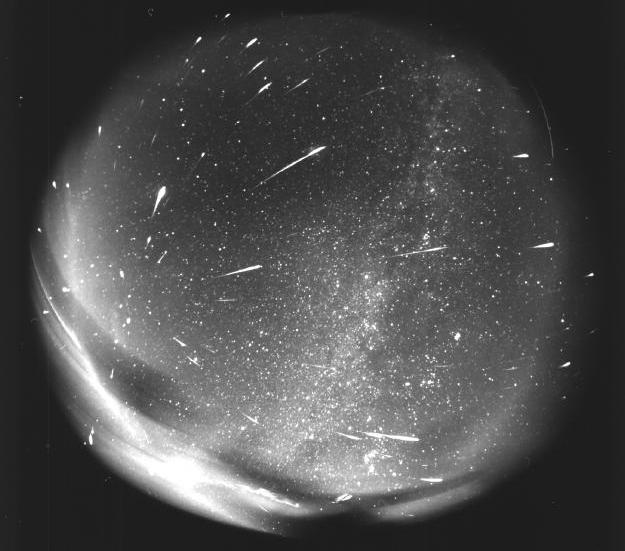
Meteory roje Leonid z roku 1998, zachycené na pointované fotografické desce
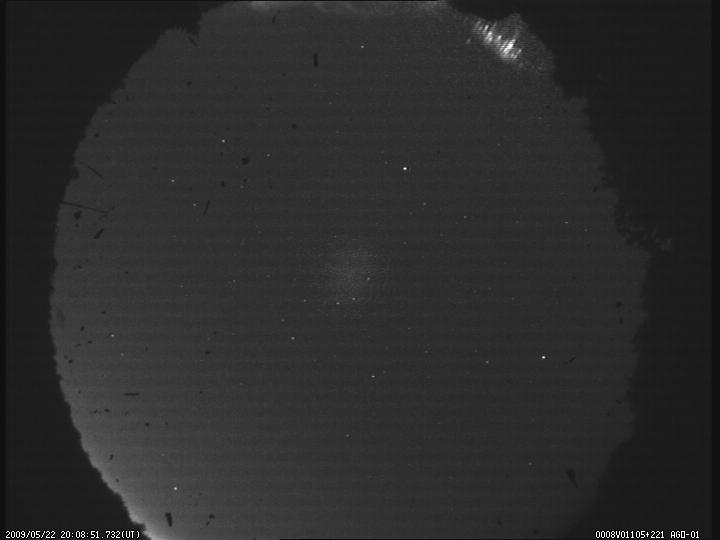
Vysoké atmosférické výboje – sprites – zachycené televizním systémem k detekci meteorů na AGO Modra
Aktivní sluneční oblast, pozorovaná na AGO Modra
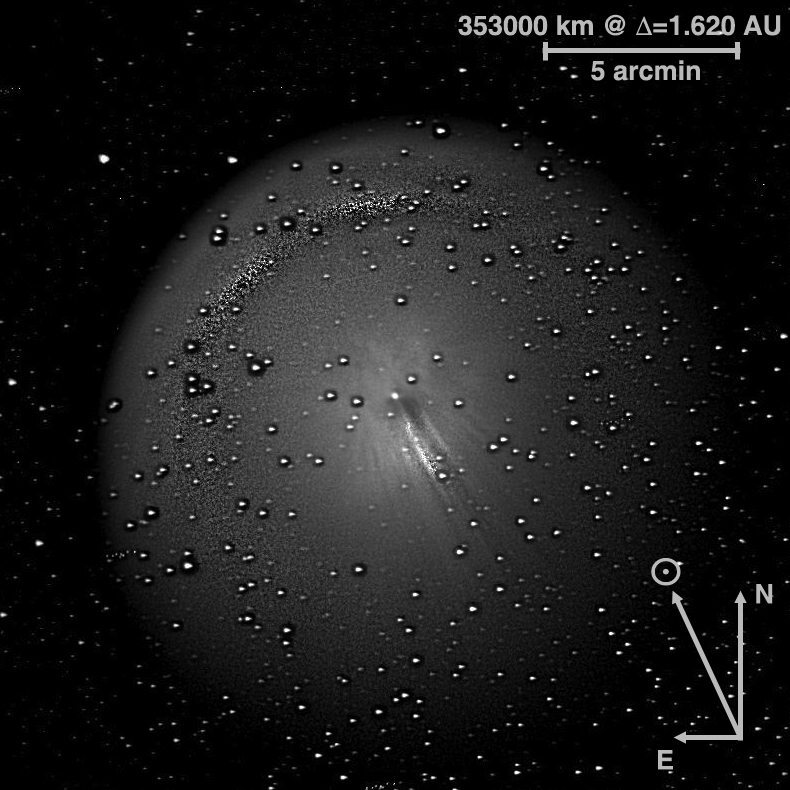
Kometa 17P/Holmes z observatoře AGO Modra
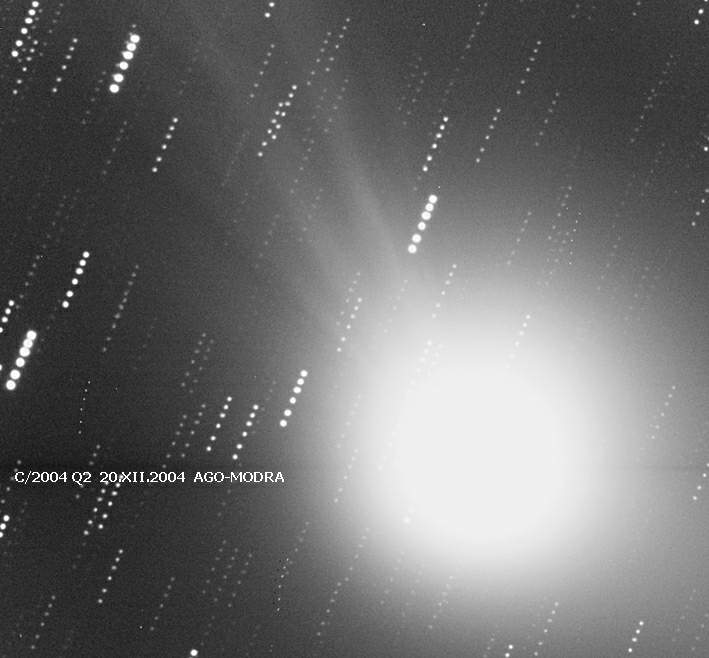
Kometa C/2004 Q2 Machholz z observatoře AGO Modra
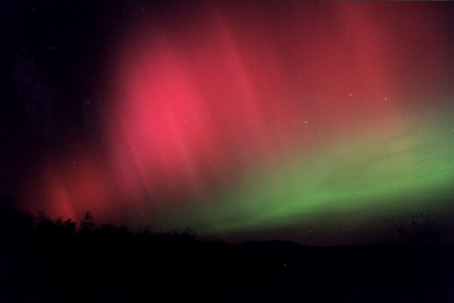
Polární záře, fotografie z AGO Modra
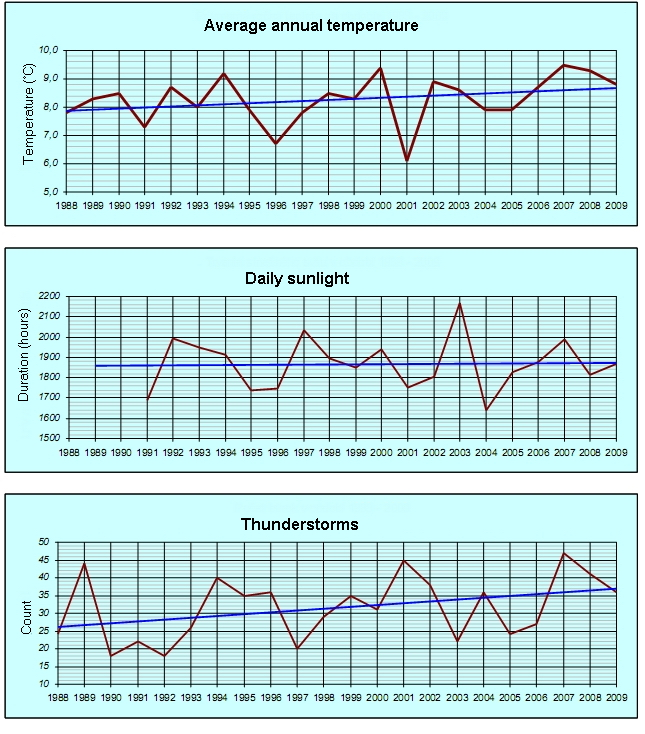
Klimatické změny na AGO Modra